# Pierre Micaux
Pierre Micaux est un homme politique français, né le 26 octobre 1930 à Vendeuvre-sur-Barse (Aube) et mort le 17 août 2013 à Troyes (Aube).

## Biographie
Il a été élu député le 3 avril 1978 dans la première circonscription de l'Aube et réélu sans discontinuer depuis, et ne s'est pas représenté en 2007. Il faisait partie du groupe UMP depuis 2002 après avoir fait toute sa carrière politique au sein de l'UDF.
Il était membre du groupe d'études sur la question du Tibet de Assemblée nationale.

## Citation
Lorsque l'Assemblée nationale vote l'abolition de la peine de mort, Pierre Micaux déclare : Ce jour restera comme la fête des assassins. Il fait partie des 26 parlementaires ayant voté contre la loi constitutionnelle de 2007 instituant l'abolition définitive de la peine de mort dans la Constitution.

### Mandats
- 14/03/1965 - 18/06/1995 : Maire de Vendeuvre-sur-Barse (Aube)
- 16/03/1970 - 27/03/1994 : Conseiller général du canton de Vendeuvre-sur-Barse (Aube)
- 03/04/1978 - 19/06/2007 : Député de la Première circonscription de l'Aube